# 丹普西 (愛達荷州)
丹普西（英語：Dempsey）是位於美國愛達荷州班諾克縣的一個鬼鎮。由於此地已於1915年被荒廢，本地已無人居住。

## 地理
丹普西的座標為42°37′25″N 111°59′41″W / 42.62361°N 111.99472°W，而該地的平均海拔高度為1557米（即5108英尺）。